# Sumgin Buttress
Il Sumgin Buttress è un contrafforte roccioso alto 1.100 m, situato 4,6 km a sudovest della Charpentier Pyramid, nella parte occidentale dei Monti Herbert, nella Catena di Shackleton, Terra di Coats in Antartide. 
Una prima preliminare ispezione fu effettuata dalla Commonwealth Trans-Antarctic Expedition del 1957 e successivamente vennero scattate foto aeree da parte della U.S. Navy nel 1967. Una nuova ispezione fu condotta dalla British Antarctic Survey (BAS) nel 1968-71.
Ricevette la sua attuale denominazione nel 1971 dal Comitato britannico per i toponimi antartici (UK-APC), in onore di Mikhail I. Sumgin (1873–1942), pioniere russo delle ricerche sul permafrost.